# Condado de Dicastillo

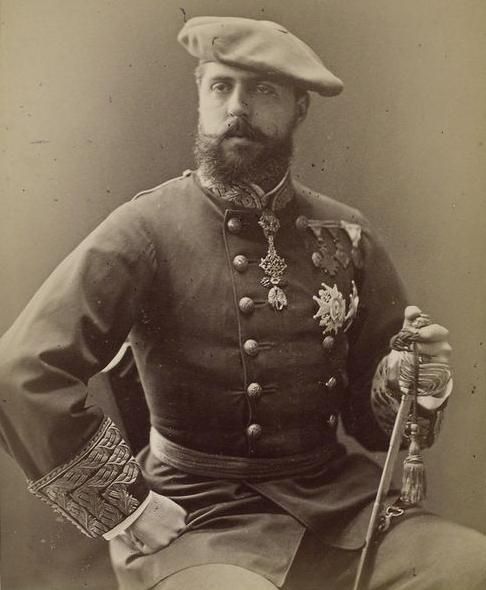
Carlos María de Borbón, pretendiente carlista al Trono de España como Carlos VII.

El condado de Dicastillo es el título de incógnito que adoptó Carlos María de Borbón, pretendiente carlista al Trono de España, durante el viaje de cuatro meses que realizó por varios países de África y Asia entre 1884 y 1885.
El título hacía referencia a la localidad navarra de Dicastillo, rememorando la batalla que allí tuvo lugar el 25 de agosto de 1873. Aquella fue la primera acción de guerra en la que estuvo presente Carlos María y que se saldó con una decisiva victoria carlista, clave para mantener el control de Estella, ciudad en la que se establecería la Corte del pretendiente durante la contienda.